# Narong Benjaroon
Narong Benjaroon (* 8. Juni 1986) ist ein thailändischer Diskuswerfer.

## Karriere
Erste internationale Erfahrungen sammelte Narong Benjaroon im Jahr 2007, als er bei der Sommer-Universiade in Bangkok mit 43,23 m in der Qualifikation ausschied. 2013 nahm er erstmals an den Südostasienspielen in Naypyidaw teil, bei denen er mit einer Weite von 52,45 m die Silbermedaille hinter dem Malaysier Muhammad Irfan Shamsuddin gewann. Zwei Jahre darauf gewann er bei den Südostasienspielen in Singapur mit 52,59 m erneut die Silbermedaille hinter Irfan Shamsuddin, wie auch bei den Südostasienspielen 2017 in Kuala Lumpur mit 50,65 m. 2018 nahm er erstmals an den Asienspielen in Jakarta teil und wurde dort mit einem Wurf auf 48,27 m Zehnter und 2019 gewann er bei den Südostasienspielen in Capas mit 51,29 m die Bronzemedaille hinter dem Irfan Shamsuddin und dem Philippiner Willie Morrison.